# Masstal
Masstalet är antalet nukleoner, det vill säga summan av antalet protoner och neutroner, i en atom. Det betecknas vanligen med bokstaven A. Atomnumret Z betecknar antalet protoner i en atom.
Antalet neutroner (N) = A - Z

## Skrivsätt
Den radioaktiva isotopen plutonium med masstal 239 kan skrivas på två sätt, antingen som Pu-239 eller som 239Pu.

## Relation till atommassa
Masstalet är ett heltal, som uttrycker ett antal partiklar enligt ovan, och i strikt mening något helt annat än isotopmassa och atommassa.
Isotopmassan anger atomens massa, dvs. vad en mycket känslig våg skulle visa om man (hypotetiskt) lade en atom av en viss isotop av det aktuella grundämnet på den, och kan mätas i enheter som kg eller u.
Om ett grundämne kan förekomma i flera olika isotoper är atommassan medelvärdet av dessa isotopmassor, viktat efter hur vanliga de är i naturen. När det bara finns en stabil isotop är atommassan lika med den isotopmassan.
Teoretiskt kan isotopmassan beskrivas som massan av de partiklar som bygger upp atomen, dvs. neutroner, protoner och elektroner, minus den massa som motsvarar deras  bindningsenergier.
Som en enkel överslagsberäkning kan man dock bortse från elektronerna, bindningsenergierna och att neutronens massa är lite större än protonens. Då räknar man alltså bara protoner och neutroner, vilket ger masstalet, och multiplicerar med massan för en proton eller neutron, eller till exempel atommassenheten u som ligger nära dessa massor. För lätta grundämnen som bara har en isotop är atommassan uttryckt i massenheten u alltså ganska nära masstalet, och för kol-12 är de definierade som exakt lika.